# Anwar Choudhury
Pour les articles homonymes, voir Choudhury.
Anwar Choudhury, né le 15 juin 1959 à Jagannathpur, est un diplomate et homme politique britannique. Il est gouverneur des îles Caïmans du 26 mars au 20 septembre 2018.

## Biographie
Le 26 mars 2018, il est investi comme gouverneur des îles Caïmans. Le 13 juin suivant, il est suspendu de ses fonctions et rappelé à Londres par le Bureau des Affaires étrangères et du Commonwealth afin d'enquêter sur des plaintes déposées contre lui. Le 20 septembre, il est mis fin à ses fonctions.